# Asplenium reicheliae
Asplenium reicheliae là một loài dương xỉ trong họ Aspleniaceae. Loài này được D mô tả khoa học đầu tiên năm 1896.
Danh pháp khoa học của loài này chưa được làm sáng tỏ. 